# 儲奇門

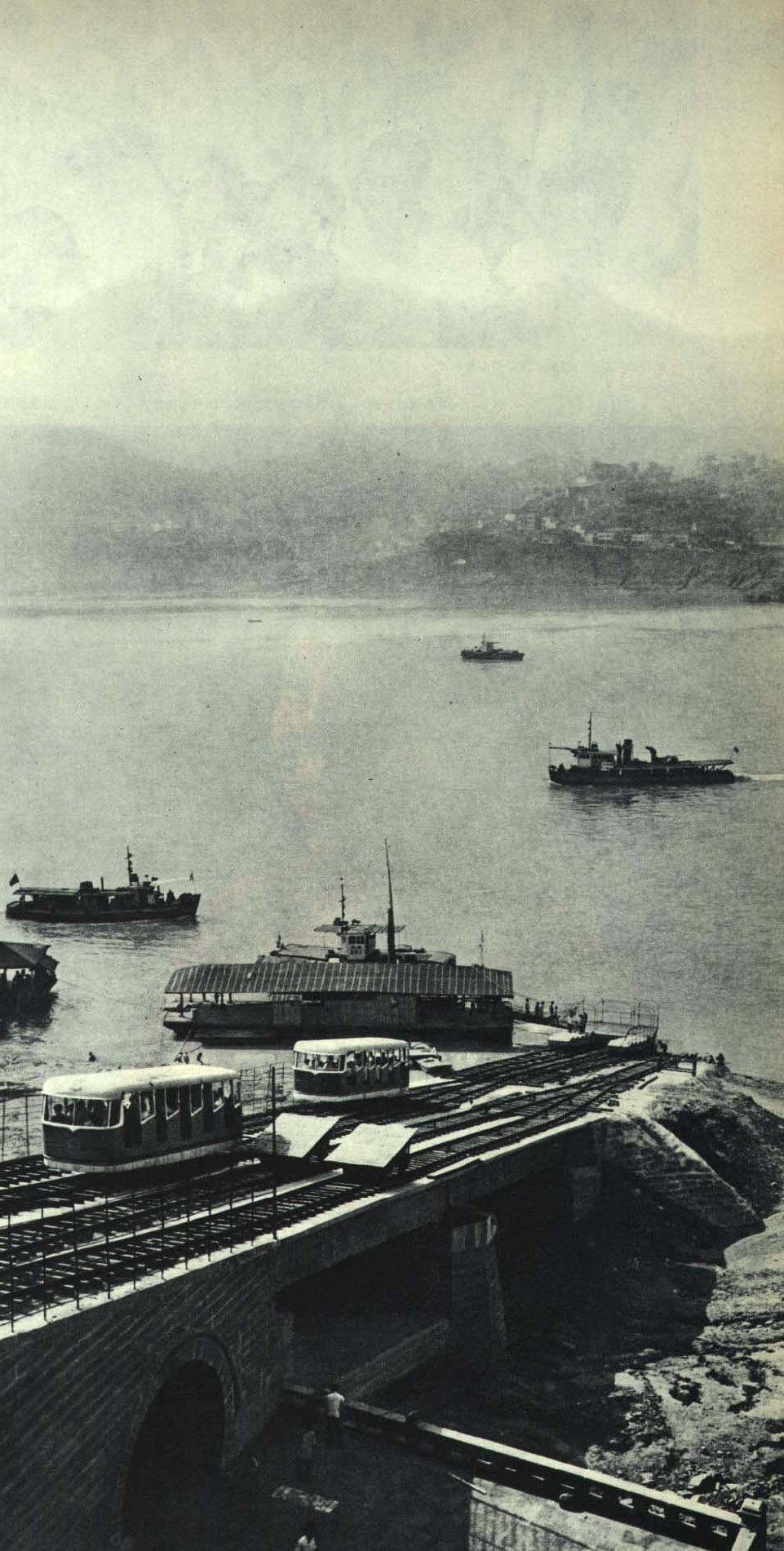
1963年储奇门

儲奇門，是位于重慶東南的城門，毗鄰長江。瓮城西南向，上書「儲奇門」三字。城門上橫書『金湯永固』四字。
儲奇門一帶自古就是山貨、藥材業集中的地方。山貨，藥材是重庆市著名的土特產，出口的大宗。這一帶到處是山貨、藥材字號、堆棧。由此門入城，經儲奇門行街（原名石杠子）到儲奇門十字（原名許家十字），可經玉帶街、三聖殿，或經刁家巷、神仙口到大梁子，溝通上下城。由此門出城渡長江到海棠溪通貴州。

## 歷史
川江號子有言：儲奇門，藥材行，醫治百病。